# Phylini
Tribu
Les Phylini forment une tribu d'insectes hétéroptères de la famille des Miridae.

## Liste des genres
Selon ITIS :
- Amblytylus Fieber, 1858
- Americodema Henry, 2000
- Asciodema Reuter, 1878
- Atomoscelis Reuter, 1875
- Atractotomus Fieber, 1858
- Beamerella Knight, 1959
- Beckocoris Knight, 1968
- Brachyceratocoris Knight, 1968
- Campylomma Reuter, 1878
- Cariniocoris Henry, 1989
- Chlamydatus Curtis, 1833
- Compsidolon Reuter, 1899
- Coniferocoris Schwartz & Schuh, 1999
- Conostethus Fieber, 1858
- Criocoris Fieber, 1858
- Dacota Uhler, 1872
- Europiella Reuter, 1909
- Gonoporomiris Henry & Schuh, 2002
- Hambletoniola Carvalho, 1954
- Hoplomachidea Reuter, 1909
- Hoplomachus Fieber, 1858
- Hyalopsallus Carvalho & Schaffner, 1974
- Icodema Reuter, 1875
- Keltonia Knight, 1966
- Knightomiroides Stonedahl & Schwartz, 1996
- Knightopiella Schuh, 2004
- Lepidargyrus Muminov, 1962
- Lepidopsallus Knight, 1923
- Lineatopsallus Henry, 1991
- Lopus Hahn, 1831
- Macrotylus Fieber, 1858
- Maurodactylus Reuter, 1878
- Megalocoleus Reuter, 1890
- Megalopsallus Knight, 1927
- Microphylidea Knight, 1968
- Mineocapsus Knight, 1972
- Monosynamma Scott, 1864
- Nevadocoris Knight, 1968
- Nicholia Knight, 1929
- Occidentodema Henry, 2000
- Oligotylus Van Duzee, 1916
- Oncotylus Fieber, 1858
- Opuna Kirkaldy, 1902
- Phoenicocoris Reuter, 1875
- Phyllopidea Knight, 1919
- Phylus Hahn, 1831
- Phymatopsallus Knight, 1964
- Piceophylus Schwartz & Schuh, 1999
- Pinomiris Stonedahl & Schwartz, 1996
- Pinophylus Schwartz & Schuh, 1999
- Plagiognathus Fieber, 1858
- Plesiodema Reuter, 1875
- Pronotocrepis Knight, 1929
- Psallovius Henry, 1999
- Psallus Fieber, 1858
- Pseudatomoscelis Poppius, 1911
- Ranzovius Distant, 1893
- Reuteroscopus Kirkaldy, 1905
- Rhinacloa Reuter, 1876
- Rhinocapsus Uhler, 1890
- Semium Reuter, 1876
- Spanagonicus Berg, 1883
- Sthenaropsidea Henry & Schuh, 2002
- Sthenarus Fieber, 1858
- Strophopoda Van Duzee, 1916
- Tannerocoris Knight, 1970
- Tuponia Reuter, 1875
- Tuxedo Schuh, 2001
- Zophocnemis Kerzhner, 1962